# Biuro Generalnego Inspektora Ochrony Danych Osobowych
Biuro Generalnego Inspektora Ochrony Danych Osobowych – dawna jednostka pomocnicza Generalnego Inspektora Ochrony Danych Osobowych utworzona na podstawie art. 13 ust. 1 ustawy z 29 sierpnia 1997 o ochronie danych osobowych. 25 maja 2018 r. Biuro Generalnego Inspektora Ochrony Danych Osobowych stało się Urzędem Ochrony Danych Osobowych.

## Opis
Strukturę organizacyjną i zasady działania Biura określał statut nadany w drodze rozporządzenia Prezydenta Rzeczypospolitej Polskiej z dnia 10 października 2011 r. w sprawie nadania statutu Biuru Generalnego Inspektora Ochrony Danych Osobowych. 
Biuro miało zapewniać wykonanie zadań wynikających z kompetencji Generalnego Inspektora określonych w ustawie, a także w innych przepisach powszechnie obowiązującego prawa. Biuro miało siedzibę w Warszawie w biurowcu Intraco I przy ul. Stawki 2. Pracą Biura kierował jego dyrektor.
Struktura:
- komórki merytoryczne

1. Departament Prawny,
2. Departament Skarg,
3. Departament Inspekcji,
4. Departament Rejestracji Zbiorów Danych Osobowych,
5. Departament Informatyki,

- komórki zajmujące się obsługą biura i wykonywaniem prawnych obowiązków związanych z funkcjonowaniem urzędu

1. Departament Organizacyjno-Administracyjny,
2. Dział Finansowy,
3. Pion Ochrony,
4. Stanowisko do Spraw Pracowniczych,
5. Zespół Prasowy.

Ponadto GIODO mógł powoływać komisje jako organy pomocnicze i opiniodawczo-doradcze, określając cel ich powołania, skład osobowy, zakres zadań i tryb działania.